# Brug 610
Brug 610 is een bouwkundig kunstwerk in Amsterdam Nieuw-West.
De brug is een van de voet- en fietsbruggen in het Sloterpark en leidt gelegen in de Laan van Verdienste vanaf de President Allendelaan dieper het park in. De brug dateert uit circa 1974 en is ontworpen door de Dienst der Publieke Werken, de specifieke architect is niet bekend. De brug werd neergelegd in een pakketje van brug 634, brug 699 (Michel Foucaultbrug) en brug 700. De brug draagt dezelfde signatuur als de brug 677 en brug 678 waarvan bekend is dat ze door Dirk Sterenberg zijn ontworpen.
De overspanning wordt gedragen door zes brugpijlers. Deze waren oorspronkelijk van hout, maar ze werden in de loop der jaren vervangen door stalen pijlers, al dan niet met betonnen kern. Vier van de pijlers staan in het talud. De twee centrale brugpijlers in het water worden voor wat betreft aanvaring, alhoewel er vanwege de geringe diepte nauwelijks gevaren kan worden (alleen met kano en kajak), beschermd door de koppen van de oude brugpijlers (provisorisch remmingswerk). 

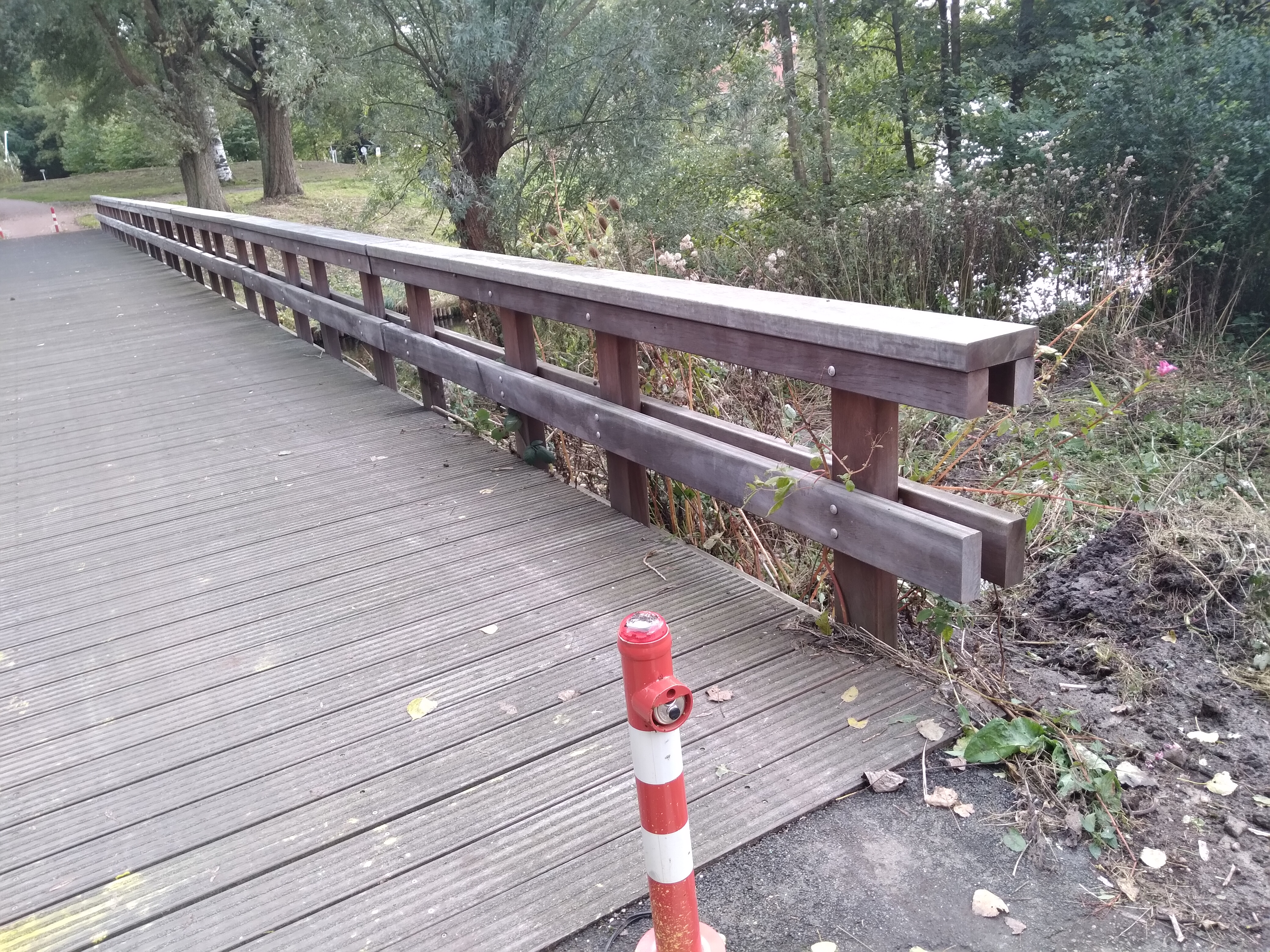
Nieuwe leuningen brug 610 in oktober 2021)

<<< · 600 · 601 · 602 · 603 · 604 · 605 · 606 · 607 · 608 · 609 · 610 · 611 · 612 · 613 · 614 · 615 · 616 · 617 · 618 · 619 · 620 · 621 · 622 · 623 · 624 · 626 · 627 · 628 · 629 · 630 · 631 · 632 · 633 · 634 · 635 · 636 · 637 · 638 · 639 · 643 · 651 · 652 · 653 · 655 · 656 · 657 · 658 · 659 · 660 · 661 · 662 · 663 · 664 · 665 · 666 · 667 · 668 · 669 · 670 · 671 · 673 · 674 · 675 · 676 · 677 · 678 · 679 · 681 · 682 · 683 · 684 · 685 · 687 · 688 · 689 · 690 · 691 · 692 · 695 · 696 · 699 · >>>
Verdwenen brugnummers: 625 (afgebroken brug Sam van Houtenstraat), 640, 644, 645, 646, 647, 648, 650, 672 (duiker Cornelis Lelylaan, Rembrandtpark), 694, 698.
Nooit gebouwd: 649, 680 (nooit gebouwde brug Sloterplas).
Brugnummers 641, 642, 654, 686, 693, 694 en 697 zijn onbekend.